# Gjergj Fishta
Gjergj Fishta (Zadrima, Fishtë, Troshan, Dajç, Lješ | 23. listopada 1871. – 1940.) bio je albanski fratar i književnik, prevoditelj, rilindas, franjevac. Bio je najveća i najutjecajnija osoba u albanskoj književnosti u prvoj polovici 20. st. Hvalilo ga se i slavilo kao "nacionalnog pjesnika Albanije" i "albanskog Homera".
Bio je prvi albanski kandidat za Nobelovu nagradu.
Rodio se 1871. u selu Zadrimi od Fishta blizu Troshana, u lješkom kraju u sjevernoj Albaniji. Krstio ga je franjevački misionar i pjesnik Leonardo de Martino  (1830-1923). Mladi Fishta je pohađao franjevačke škole u Troshanu i Skadru. Na njega su kao dijete utjecali de Martino i Hrvat iz Bosne i Hercegovine, misionar i književnik, Lovro Mihačević. Mihačević je poticao ljubav za književnost i njegov materinji jezik kod mladog nadarenog Fishte. 1886. su kad je napunio 15 godina, franjevci iz reda Male braće poslali ga u Bosnu, kamo su odlazili brojni mladi Albanci koji su se odlučili za svećeništvo. Školovao se u franjevačkim sjemeništima i ustanovama u Kraljevoj Sutjesci, Livnu i Kreševu. Ondje je studirao teologiju, filozofiju i jezike, posebice latinski, talijanski i hrvatski, radi pripremanja za njegovu buduću i književničku karijeru. Dok je bio u Bosni, bio je u kontaktu s piscima iz redova Hrvata iz BiH Grgom Martićem (1822. – 1905.) i Silvijom Strahimirom Kranjčevićem (1865. – 1908.) s kojima se sprijateljio i koji su pobudili književničku crtu u njemu. Poslije su na njegov rad utjecala djela Andrije Kačića Miošića i Ivana Mažuranića.
Predsjedavao je komisijom Bitolskog kongresa koja je odredila albansku abecedu. 1921. je postao dopredsjednik albanskog parlamenta.
Dovršio je i objavio 1937. godine albanski nacionalni ep Lahuta e Malcis. Ep je na gegijskom narječju albanskog jezika. Sadrži 30 pjevanja s preko 17.000 stihova. Mnogi ga znanstvenici nazivaju albanskom Ilijadom.
Dolaskom komunista na vlast u Albaniji studenoga 1944. godine pao je u zaborav.